# Piattaforma di ghiaccio Amery
La piattaforma di ghiaccio Amery è un'ampia piattaforma glaciale a sud-ovest della baia di Prydz, fra la costa di Lars Christensen, nella Terra di Mac. Robertson, e la costa di Ingrid Christensen, nella Terra della Principessa Elisabetta, in Antartide. A nord della piattaforma è presente un bacino sottomarino chiamato depressione Amery, mentre la piattaforma stessa ricopre la superficie di un canale, chiamato "canale Prydz", di cui il suddetto bacino è l'estremità settentrionale. La piattaforma è alimentata dal ghiacciaio Lambert che fluisce dal graben Lambert nella piattaforma dal lato sud occidentale della baia di Prydz.

## Storia
Il nome "Capo Amery" fu dato ad un promontorio mappato l'11 febbraio del 1931 dalla spedizione di ricerca antartica anglo australo neozelandese (BANZARE) comandata da Douglas Mawson che lo battezzò in onore di William Bankes Amery, un funzionario pubblico che aveva rappresentato il Regno Unito in Australia dal 1925 al 1928. Il Comitato consultivo dei nomi antartici (in inglese Advisory Committee on Antarctic Names, US-ACAN) ritenne che questa formazione facesse parte di una più grande piattaforma glaciale e, nel 1947, applicò il nome all'intera piattaforma.

## Ricerca
Nel 2001, ricercatori della Australian Antarctic Division effettuarono due trivellazioni della superficie della piattaforma al fine di poter raccogliere campioni del fondale marino sottostante e scattarne fotografie. Dallo studio della composizione dei campioni di sedimenti fossili recuperati, i ricercatori stabilirono che circa 5700 anni fa, nel medio-Olocene, la piattaforma Amery aveva subito un ritiro di circa 80 km rispetto alla sua odierna lunghezza.

Il distacco dell'enorme iceberg D28.

Nel dicembre del 2006, la Australian Broadcasting Corporation annunciò che alcuni scienziati australiani erano stati inviati sulla piattaforma Amery per analizzare enormi fratture che stavano propagandosi da più di un decennio al ritmo di 3/5 m al giorno con il rischio di causare il distacco di una regione di circa 1000 km² dalla piattaforma. Lo scopo della spedizione scientifica era scoprire le cause di simili fratture, poiché un simile evento non si era mai registrato dagli anni sessanta. Sebbene all'inizio si pensasse che la causa fosse il riscaldamento globale, il capo della spedizione ha affermato che potrebbe trattarsi di un ciclo naturale di 50-60 anni e che occorrono quindi ulteriori dati prima di poter essere certi della causa. Alla fine di settembre 2019, le suddette spaccature si sono infine aperte del tutto, portando alla formazione e quindi al distacco di un iceberg, ribattezzato D28, avente una superficie di 1636 km² e un peso stimato di 350 miliardi di tonnellate.
Nei pressi della piattaforma sono situate la stazione di ricerca cinese Zhongshan e la russa Progress-2.